# Steppenwolf (스테픈울프의 음반)
| 전문가 평가     | 전문가 평가 |
| 평가 점수       | 평가 점수   |
| 출처            | 점수        |
| --------------- | ----------- |
| AllMusic        | [ 1 ]       |
| Rolling Stone   | (positive)  |
| Sputnikmusic    | [ 3 ]       |
| The Daily Vault | B+          |

《Steppenwolf》는 1968년 1월 29일 ABC 레코드에서 발매된 캐나다와 미국의 록 밴드 스테픈울프의 데뷔 스튜디오 음반이다.

## 배경
이 음반은 1969년 영화 《이지 라이더》에 사용된 〈Born to Be Wild〉뿐만 아니라 〈The Pusher〉의 곡들이 수록된 밴드의 성공적인 데뷔 음반이었다. 〈Berry Rides Again〉은 기타리스트 척 베리에게 바치는 노래이다. 바이닐에 있는 4번 트랙의 철자는 〈Hootchie Kootchie Man〉이다. 이 음반 크레딧에는 이 음반이 캘리포니아 스튜디오 시티의 아메리칸 레코딩 컴퍼니에서 녹음되었다고 나와 있지만, 실제 스튜디오의 이름은 아메리칸 레코더였다.
원래 ABC LP 커버의 배경색은 나중의 (MCA 레코드) LP 문제와 오프 화이트로 대체된 현대적인 CD 슬리브와 대조적으로 은색 "포일"이었다. 이 음반은 스테레오와 모노 구성으로 발매된 밴드의 유일한 음반이다. 비록 후자의 대부분은 스테레오 믹스의 단순한 '접이식'이지만, 그것은 수집가의 아이템으로 추구된다.
"은박 배경" 버전의 초기 버전은 "Mars Bonfire"에 LP 레이블과 LP 커버 뒷면 모두에 "Born to be Wild"라고 쓰여 있다.
〈Born to Be Wild〉의 성공에 이어, 이후 발매된 음반들은 커버에 "Including The Hit: Born to Be Wild"라는 문구가 적힌 블랙 박스를 부착했다. 1968년 음반의 초기 버전에는 이것이 없었다.

## 곡 목록
| #  | 제목                     | 작사·작곡                | 재생 시간 |
| -- | ------------------------ | ------------------------ | --------- |
| 1. | 〈Sookie Sookie〉        | 돈 코베이, 스티브 크로퍼 | 3:12      |
| 2. | 〈Everybody's Next One〉 | 존 케이, 가브리엘 메클러 | 2:53      |
| 3. | 〈Berry Rides Again〉    | 케이                     | 2:45      |
| 4. | 〈Hoochie Coochie Man〉  | 윌리 딕슨                | 5:07      |
| 5. | 〈Born to Be Wild〉      | 마스 본파이어            | 3:28      |
| 6. | 〈Your Wall's Too High〉 | 케이                     | 5:40      |

| #   | 제목                   | 작사·작곡       | 재생 시간 |
| --- | ---------------------- | --------------- | --------- |
| 7.  | 〈Desperation〉        | 케이            | 5:45      |
| 8.  | 〈The Pusher〉         | 호이트 액스턴   | 5:43      |
| 9.  | 〈A Girl I Knew〉      | 케이, 모건 카벳 | 2:39      |
| 10. | 〈Take What You Need〉 | 케이, 메클러    | 3:28      |
| 11. | 〈The Ostrich〉        | 케이            | 5:43      |